# Sandy Tate River
Sandy Tate River är ett vattendrag i Australien. Det ligger i delstaten Queensland, omkring 1 400 kilometer nordväst om delstatshuvudstaden Brisbane.
Omgivningarna runt Sandy Tate River är huvudsakligen savann. Trakten runt Sandy Tate River är nära nog obefolkad, med mindre än två invånare per kvadratkilometer. Genomsnittlig årsnederbörd är 868 millimeter. Den regnigaste månaden är februari, med i genomsnitt 187 mm nederbörd, och den torraste är september, med 6 mm nederbörd.